# Santung Lüneng Tajsan
A Santung Lüneng Tajsan egy 1956-ban alapított kínai labdarúgóklub. Székhelye Csinanban található.

## Keret
2020. február 28-i állapot szerint
| #  |     | Poszt | Név             |
| -- | --- | ----- | --------------- |
| 3  | CHN | V     | liu Csün-suaj   |
| 4  | HUN | V     | Kádár Tamás     |
| 5  | CHN | V     | Cseng Cseng     |
| 6  | CHN | V     | Vang Tung       |
| 7  | CHN | KP    | Cuj Peng        |
| 9  | ITA | CS    | Graziano Pellè  |
| 11 | CHN | V     | Liu Jang        |
| 13 | CHN | KP    | Csang Cse       |
| 14 | CHN | K     | Vang Ta-lej     |
| 16 | CHN | V     | Li Hailong      |
| 17 | CHN | CS    | Wu Xinghan      |
| 18 | CHN | KP    | Zhou Haibin     |
| 20 | CHN | K     | Han Rongze      |
| 21 | CHN | KP    | Liu Pin-pin     |
| 22 | CHN | KP    | Hao Csün-min () |

| #  |     | Poszt | Név               |
| -- | --- | ----- | ----------------- |
| 23 | BRA | CS    | Róger Guedes      |
| 24 | CHN | V     | Qi Tianyu         |
| 25 | BEL | KP    | Marouane Fellaini |
| 28 | CHN | KP    | Chen Kerui        |
| 30 | BRA | KP    | Moisés            |
| 31 | CHN | V     | Zhao Jianfei      |
| 32 | CHN | KP    | Tian Xin          |
| 33 | CHN | KP    | Jin Jingdao       |
| 34 | CHN | KP    | Huang Cong        |
| 35 | CHN | V     | Dai Lin           |
| 36 | CHN | KP    | Duan Liuyu        |
| 39 | CHN | KP    | Song Long         |
| 42 | CHN | CS    | Song Wenjie       |
|    | CHN | KP    | Yao Junsheng      |
|    | CHN | CS    | Guo Tianyu        |

## Sikerek
- Chinese Super League
  - Győztes (3): 2006, 2008, 2010
- Chinese Jia-A League
  - Győztes: 1999
- Chinese FA Cup:
  - Győztes (5): 1995, 1999, 2004, 2006, 2014

## Híres edzők
- Henk ten Cate (2012)
- Radomir Antić (2013)
- Mano Menezes (2015-16)
- Felix Magath (2016-17)